# Roskilde (dokumentarfilm)
|  | Denne artikel er oprettet af botten Steenthbot ud fra en ekstern database. Den kan derfor have sproglige fejl eller mangler. Denne skabelon kan fjernes efter kontrol af indholdet. |

Roskilde er en dansk dokumentarfilm fra 2008 instrueret af Ulrik Wivel efter eget manuskript.

## Handling
Hvert år samles generationer af festivalgængere fra hele verden på markerne omkring Roskilde for at slippe menneskedyret løs og træde ind i samme fest. Kom med ind i festivalens helligste rum på en af de største og mest anerkendte musikfestivaler i Europa. Oplev festivalen gennem kunstnerens, den frivilliges og gæstens øjne, når en simpel pløjemark omdannes til et musikalsk kraftcenter, hvor ekstasen kulminerer og grænser rykkes.